# Elva (Piemont)
Elva (Elva auch auf Piemontesisch, Elvo auf Okzitanisch) ist eine italienische Gemeinde in der Provinz Cuneo, Region Piemont.

## Lage und Einwohner
Elva liegt knapp 60 km von der Provinzhauptstadt Cuneo in einem Seitental des Valle Maira, am Fuße des Pelvo d'Elva (3.064 m). Das Gebiet der Gemeinde liegt zwischen 1080 m s.l.m. und 3064 m s.l.m. über dem Meeresspiegel und umfasst eine Fläche von 26,37 km² bei einer Einwohnerzahl von 79 (Stand 31. Dezember 2024). Elva gehört, wie die anderen Dörfer des Maira-Tals, zu den okzitanischen Tälern der Piemontesischen Alpen und hat wie die anderen auch mit einem starken Bevölkerungsrückgang zu kämpfen.
Die Nachbargemeinden sind Prazzo und Stroppo im Valle Maira sowie Bellino, Casteldelfino und Sampeyre im Valle Varaita.

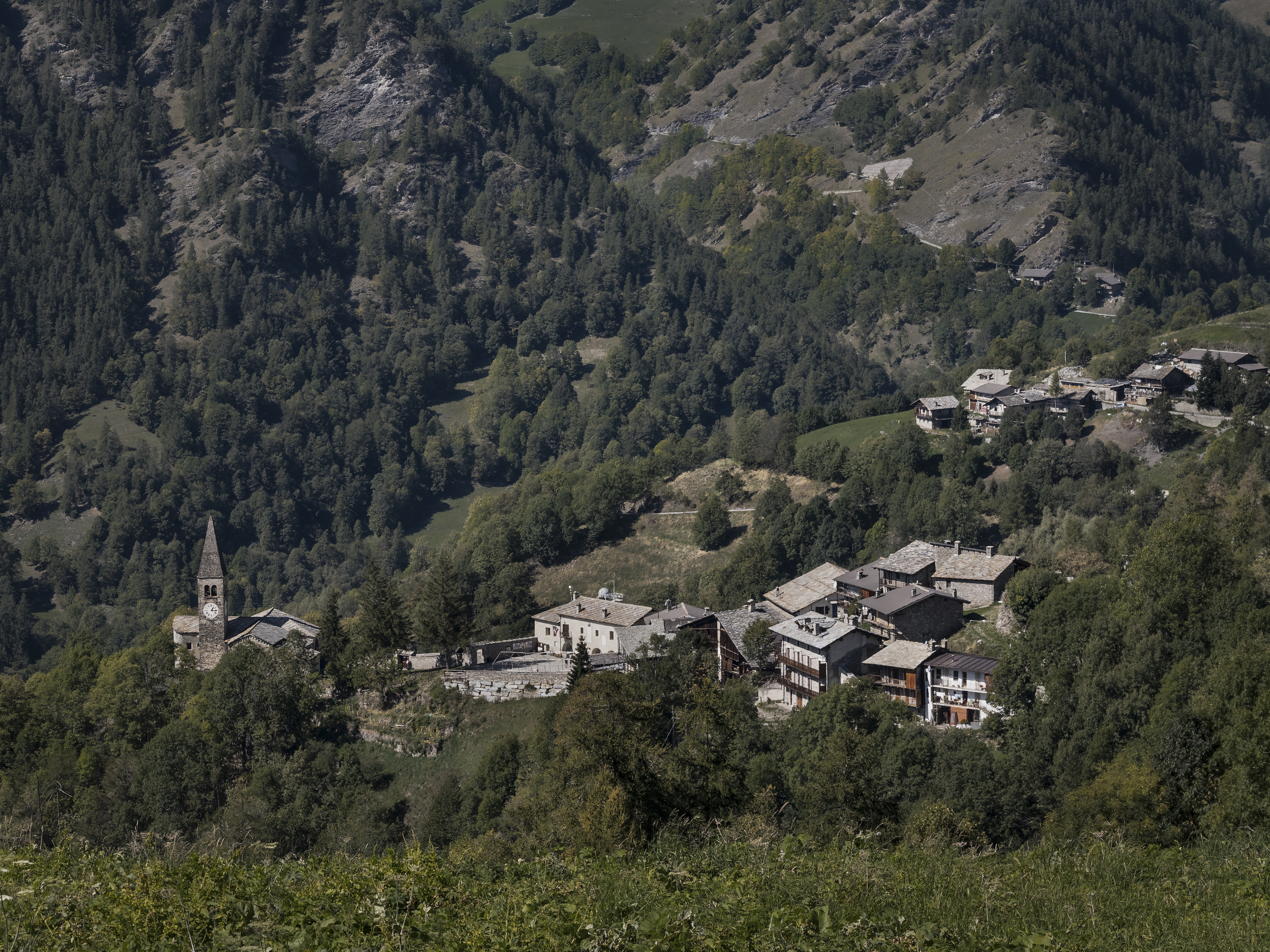
Panorama

## Geschichte

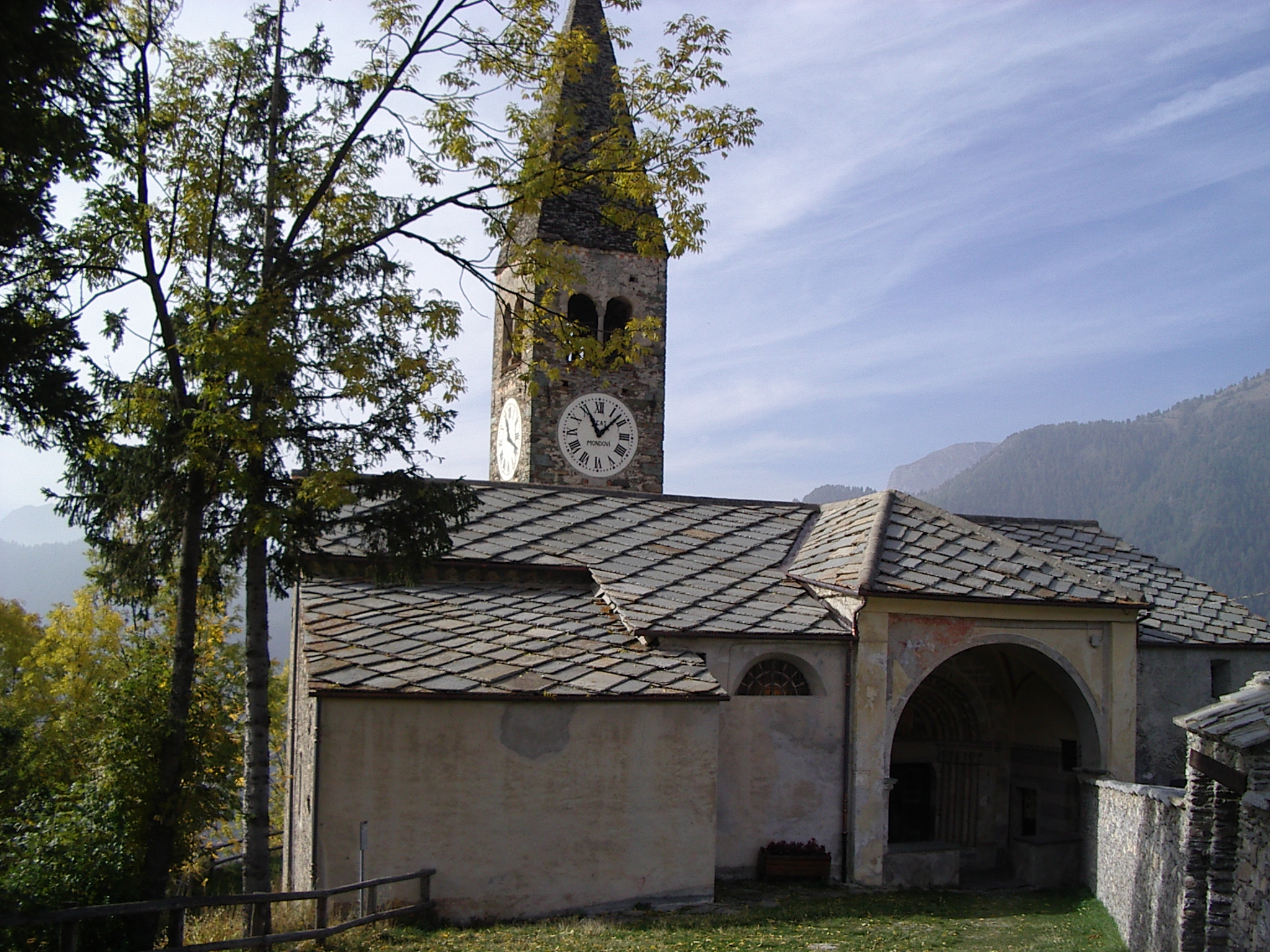
Die Pfarrkirche in Elva

Hans Clemer Kreuzigung

Die ersten Siedlungen in der Gegend reichen bis in die Römerzeit zurück, wie ein in der Nähe der Stadt gefundener Stein bezeugt, der heute an der Fassade der Pfarrkirche angebracht ist. Der Ortsname, der zum ersten Mal in einem Dokument vom Ende des 13. Jahrhunderts auftaucht, weist eine unklare Etymologie auf. Einige Gelehrte bezeichnen ihn als den Namen des „Helvi“-Stammes der Gallier, der in den Voralpen der Provence ansässig war. Es wird von anderen auf GENS HELVA zurückgeführt. 
Bereits im 13. Jahrhundert war es der Herrschaft der Markgrafen von Saluzzo unterworfen und überstand dank seiner isolierten Lage die Kriege und Besetzungen, die das Tal heimsuchten, fast unbeschadet. Es kam danach in den Besitz der Familie Savoyen, die es am Ende der napoleonischen Zeit wieder in Besitz nahm und dann an den Risorgimento-Aufständen und den Ereignissen nach der Wiedervereinigung teilnahm.

## Sehenswürdigkeiten und Tourismus
Die Gemeindekirche (Chiesa Parocchiale) besitzt mit ihren Chorraumfresken einen der bedeutendsten Kunstschätze des westlichen Piemont. Die im ausgehenden 15. Jahrhundert entstandenen Kunstwerke werden dem niederländischen Wandermaler Hans Clemer zugeschrieben. Es zeigt die Kindheit Christi und das Leben Mariens.
Sehenswert ist auch das Meridiana-Haus, das seit 2006 ein Haar-Museum beherbergt. Ab Ende des 19. Jahrhunderts wanderten viele Bewohner auf der Suche nach Arbeit in die Ebene oder nach Frankreich aus. Ihre Tätigkeit war die des „Caviè“, der die Haare von Landfrauen kaufte und sie in Perücken verwandelte, die an den französischen und englischen Höfen sehr gefragt waren.
Elva liegt an dem italienischen Weitwanderweg Grande Traversata delle Alpi.